# 傅樂成
傅樂成（1922年6月29日—1984年2月29日），字秀實 ，山東聊城人。傅斯年之侄子。中国隋唐史專家，與蕭璠、鄒紀萬、王明蓀、姜公韜、段昌國共編之《中國通史》，廣為史學界知悉之著名著作。日本史学界评价他“为一不可忽视的史学家”

## 生平
祖父傅旭安，父傅斯岩。幼读私塾，1930年舉家迁至济南，1933年省立第一师范学校附属小学畢業。在北京辅仁中学读书期间，曾参加“一二九运动”，被捕入狱。由傅斯年保释出狱。
1945年，畢業於國立西南聯合大學歷史系。1956年赴美国哈佛大学深造。美國耶魯大學研究。曾任中央圖書館幹事、河南大學歷史系助教、台灣大學歷史學系助教、講師、副教授、教授。1974年擔任台灣中興大學歷史學系主任、1975年擔任中興大學文學院院長；1976年返回台大任教；1984年2月29日病逝于台大医院，終年61歲。

## 轶事
傅樂成终身未娶，李敖在大學日記裡提到傅“是一個有味道的獨身者”，一說傅乐成曾愛慕一位美丽的H小姐，一日，殷海光在傅的宿舍里聊天，殷海光口若悬河，當時H小姐也在场。後來H小姐对傅乐成说：“假如你有殷先生那样好的学问，我一定嫁给你！”傅樂成大受刺激，遂埋頭學問。